# Mayville (Oregon)
Mayville az Amerikai Egyesült Államok északnyugati részén, Oregon állam Gilliam megyéjében, az Oregon Route 19 mentén elhelyezkedő önkormányzat nélküli település.
Itt volt Gilliam és Wheeler megyék biztosainak találkozóhelye; a tanácselnököt az éves gyűléseken választották meg. Az 1884 októberében megnyílt posta vezetője Samuel Thornton volt; a helység feleségének nevét viseli.

## Fordítás
- Ez a szócikk részben vagy egészben  a   Mayville, Oregon című angol Wikipédia-szócikk ezen változatának fordításán alapul.  Az eredeti cikk szerkesztőit annak laptörténete sorolja fel. Ez a jelzés csupán a megfogalmazás eredetét és a szerzői jogokat jelzi, nem szolgál a cikkben szereplő információk forrásmegjelöléseként.